# Acidnus ensifer
Acidnus ensifer là một loài tò vò trong họ Ichneumonidae.